# Phradis monticola
Phradis monticola là một loài tò vò trong họ Ichneumonidae.